# Kungliga Svenska Segelsällskapet
Kungliga Svenska Segelsällskapet – najstarszy i największy jachtklub w Szwecji, założony w Sztokholmie w 1830 roku.
Svenska Segel Sällskapet z siedzibą na wyspie Skeppsholmen został założony w 1830 roku z inicjatywy zamożnych mieszkańców Sztokholmu. W chwili powstania był zaledwie drugim, po Upsala Simsällskap, klubem sportowym w Szwecji. Pierwsze regaty, z udziałem sześciu jachtów, zorganizował w 1833 roku, a do 1878 roku, gdy otrzymał status "królewskiego", nosił również nazwy Segel Sällskapet i Skandinaviska Segel Sällskapet. Obecnie skupia ponad pięć tysięcy członków.
KSSS szkoli żeglarzy, a także organizuje liczne regaty, w tym największe na Bałtyku regaty Gotland Runt, których historia sięga 1937 roku. Był również organizatorem olimpijskich zawodów w 1912 roku.
Członkami klubu było wielu olimpijczyków i medalistów olimpijskich, m.in. Sven Salén, Torsten Lord, Karl-Robert Ameln czy Tore Holm.
Klubowy jacht Artemis Racing występuje w Pucharze Louisa Vuittona, którego zwycięzca zmierzy się w regatach o Puchar Ameryki edycji 2013.